# Willow Pattern
Willow Pattern, chiamato anche The Willow Pattern Adventure nella schermata introduttiva, è un videogioco di avventura dinamica con ambientazione orientale pubblicato nel tardo 1985 per Amstrad CPC, Commodore 64 e ZX Spectrum dalla Firebird, nelle collane economiche Super Silver e successivamente Silver.
Il programma venne sviluppato dalla Mr. Micro, piccolo produttore del Derbyshire, ed è di fatto una versione modificata di Treasure Island, un altro gioco precedentemente realizzato dalla stessa azienda. Venne modificata principalmente l'estetica, cambiando l'ambientazione da L'isola del tesoro a quella orientale.
Treasure Island era stato pubblicato in proprio dalla Mr. Micro nel 1984 per Commodore 64 e ZX Spectrum e dalla Commodore nel 1985 per Commodore 16, ma venne praticamente ignorato dalla stampa. Non è chiaro se la Firebird fosse consapevole delle origini di Willow Pattern.
Estetica a parte, il gameplay e la conformazione dello scenario sono praticamente uguali nei due giochi; in Treasure Island non sono presenti i ponti, ma una singola sequenza analoga a quella dei ponti si affronta all'inizio del gioco.

## Trama
Willow pattern è il nome inglese del motivo del salice, una decorazione tradizionale delle cineserie. La trama del gioco, brevemente descritta nelle istruzioni, è ispirata alla fiaba legata alla decorazione. Chang deve trovare l'amata principessa Koong-Shee, promessa sposa a un altro, nascosta in un artistico labirinto orientale. Qui deve affrontare samurai, eludere giganti che difendono i guadi, raccogliere oggetti preziosi e la chiave per il nascondiglio della principessa. Una volta liberata Koong-Shee, i due devono riattraversare il labirinto, inseguiti da Li Chi, il furioso padre di lei, fino a raggiungere una barca per la fuga.

## Modalità di gioco
Il gioco si svolge in un labirinto multischermo, con sfondo nero e pareti costituite da vari ostacoli multicolore. Il labirinto è visto in pianta, ma con oggetti e personaggi rappresentati di lato. L'aspetto generale ricorda quello del più noto Sabre Wulf. Qui lo scenario è come un grande parco con alberi ornamentali, pagode, steccati e corsi d'acqua; i bordi estremi dello scenario sono contornati da fregi stile porcellana bianca e blu.
Il giocatore controlla Chang che può correre in orizzontale e verticale nei sentieri e cambiare schermata uscendo dai lati della visuale.
I nemici sono samurai armati di sciabola che stanno fermi a fare la guardia, spesso in punti chiave, e possono lanciare una sciabola a Chang quando si avvicina. Se si viene colpiti si perde una vita, ma se si riesce a schivare la sciabola questa alla fine del suo volo cade a terra e può essere raccolta. Alcune sciabole si trovano anche già abbandonate a terra nello scenario. Chang può portare una sciabola alla volta e lanciarla per uccidere i samurai, ma dopo che è stata lanciata da Chang l'arma è perduta, per cui bisogna usarle con parsimonia.
In alcuni punti sono presenti dei ponti su fiumi. Se il giocatore li attraversa, la scena passa temporaneamente in una schermata a parte con l'ingrandimento del ponte. Questa è una breve sequenza a piattaforme, dove Chang deve attraversare il fiume saltando da una roccia all'altra, mentre sopra il ponte sono acquattati tre giganti con cappello a cono che allungano periodicamente un braccio cercando di colpire Chang mentre salta.
Si possono trovare altri oggetti da raccogliere, tesori o frutta, che insieme all'uccisione dei nemici incrementano un punteggio in percentuale. Per liberare la principessa in particolare bisogna trovare una chiave e quindi raggiungere il suo nascondiglio.
Dopo aver liberato Koong-Shee si deve fuggire insieme a lei; su Amstrad CPC e Commodore 64 il giocatore passa a controllare effettivamente una coppia di persone che corrono insieme, quasi sovrapposte, mentre su ZX Spectrum l'immagine rimane quella di Chang da solo. A questo punto si è costantemente inseguiti da Li Chi, che va evitato, ma non può essere seminato e ricompare sempre in ogni schermata. Per completare il gioco si deve raggiungere la barca in un altro punto nascosto.

## Accoglienza
Di solito Willow Pattern, in tutte le versioni, venne apprezzato dalla critica europea, o valutato nella media, considerando anche il basso prezzo che aveva. Un'eccezione è il giudizio decisamente negativo della rivista Your Sinclair (versione ZX Spectrum).